# Voznický potok
Der Voznický potok (deutsch Wosnitzer Bach) ist ein linker Zufluss der Kocába in Tschechien.

## Verlauf
Der Voznický potok entspringt anderthalb Kilometer südlich der ehemaligen Flugabwehrraketen-Station Klondajk in den zur Brdská vrchovina gehörigen Hřebeny. Seine Quelle befindet sich südöstlich des Jistevník (606 m n.m.) und des Brdo (603 m n.m.) bzw. östlich des Stožec (605 m n.m.) in einem Sumpf unterhalb der Quelle Liteňská leč. Der Oberlauf des Baches führt zunächst mit südöstlicher Richtung durch die Wälder des Naturparks Hřebeny; nördlich des Wildgeheges Aglaia wendet er sich unweit des Forsthauses Knížecí Studánky am Spálený (551 m n.m.) nach Osten und wird am südlichen Fuße des Hořejší Křemeny (464 m n.m.) im Teich Hladovec gestaut. Danach fließt der Bach, wieder mit südöstlicher Richtung, am nördlichen Ortsrand von Voznice entlang, wo er im Teich Velký rybník gestaut wird. Nachfolgend verlässt der Voznický potok den Naturpark Hřebeny und wird von der Schnellstraße R 4 zwischen Mníšek pod Brdy und Dobříš überbrückt. An seinem weiteren Lauf durch die Dobříšská pahorkatina wird der Bach von der Bahnstrecke Dobříš–Praha-Modřany überquert und fließt in einem tief eingeschnittenen Tal vorbei an Mokrovraty und Malá Hraštice. Nach 12,3 Kilometern mündet der Voznický potok am nördlichen Stadtrand von Nový Knín in die Kocába.

## Zuflüsse
- Vlachova strouha (r), unterhalb des Teiches Hladovec
- Černý potok (l), unterhalb des Teiches Hladovec
- Točná (l), oberhalb von Voznice
- Chouzavá (l), im Velký rybník bei Voznice
- namenloser Bach aus dem Teich Komora (r), in Voznice
- Ježovka (r), unterhalb von Voznice
- namenloser Bach von den Andělské schody (l), unterhalb von Voznice
- Tušimský potok (r), oberhalb von Malá Hraštice
- Hraštický potok (l), bei Malá Hraštice

## Durchflossene Teiche
- Hladovec, am Fuße des Hořejší Křemeny
- Velký rybník, bei Voznice